# Мерешко, Елизавета Даниловна
Елизавета Даниловна Мерешко (укр. Єлизавета Данилівна Мерешко; род. 8 июля 1992, Херсон) — украинская пловчиха, чемпион и призёр Летних Паралимпийских игр. Мастер спорта Украины международного класса.

## Биография
Занимается плаванием в Херсонском региональном центре по физической культуре и спорту инвалидов «Инваспорт».
Многократная чемпионка и двукратная серебряная призёрка чемпионата Европы 2014 года.
Трёхкратная чемпионка и двукратная серебряная призёрка чемпионата мира 2015 года.
Многократная чемпионка (200 м кмп., 100 м вольным стилем, 400 м вольным стилем, эстафета 4×50 вольным стилем), двукратная (100 м брасс, 50 м в/с) и бронзовый призёр (100 м на спине) чемпионата Европы 2016 года.
Пользуется инвалидной коляской.